# Meuzac
Meuzac é uma comuna francesa na região administrativa da Nova Aquitânia, no departamento de Alto Vienne. Estende-se por uma área de 43,4 km². Em 2010 a comuna tinha 749 habitantes (densidade: 17,3 hab./km²).
Os habitantes são chamados "Meuzacois" e "Meuzacoises".

## Geografia
A cidade está situada sobre sobre um assentamento granítico antigo (pedreiras de granito cor-de-rosa, chamado "Pedra de Meuzac"), cavado pelos vales do rio Boucheuse e pelo seu afluente, o riacho de Roubardie (bacia do rio Garonne), que alimentam respectivamente os dois principais lagos do Município: o de Forgeneuve e o de La Roche, também chamado "Lac du Syndicat d'Initiative".
Presença de afloramento de serpentina nas charnecas de Le Cluzeau e de La Flotte (nos territórios de Meuzac e Chateau-Chervix).

## História
Meuzac é a única cidade em França com este nome. Existem diferentes grafias nos textos antigos (Melsac no séc.XI, e posteriormente Mensac). A etimologia latina viria do nome de um homem: Meletius.
Presença de vestígios pré-históricos, romanos e galo-romanos.
A origem da cidade é, provavelmente, devida à exploração de minas de ouro (quartzo e minério de ouro). As poucas minas de ouro ainda presente no início do século XX têm sido abandonadas por falta de viabilidade, e recentes pesquisas por amostragem (1980) demonstraram a inviabilidade da sua exploração pelos métodos atuais.
A sustentabilidade da sobrevivência económica assentou principalmente nas atividades agrícolas e florestais: pecuária, castanheiro e pequena policultura de alimentação. Há, ainda, vestígios da presença de antigos ofícios (siderurgia, olarias).
Regsito da existência de uma "Maison Hospitalière".

## Locais de interesse e monumentos
Igreja românica, reconstruída no século XVII, dedicada a São Pedro ad Vincula cujo coro, do século XII, é provavelmente o mais antigo da região do Limousin, com duas torres quadradas muito originais, uma sobre a abside e outra por cima do portão a Oeste.
Ruínas de um convento da Ordem de Grandmont (cela monástica) na aldeia de Le Cluzeau.
O lago La Roche, ou Lac du Syndicat d'Initiative, é classificado de primeira categoria para actividades de lazer.
O lago Forgeneuve é uma Meca para esqui aquático em França.